# الحركة الديمقراطية والاجتماعية (المغرب)
الحركة الديمقراطية الاجتماعية حزب يميني مغربي، أسس في ربيع 1997 برئاسة محمود عرشان في انشقاق عن الحركة الوطنية الشعبية برئاسة المحجوبي أحرضان، وحصل على 32 مقعدا في الانتخابات البرلمانية في 14 نوفمبر1997.

## التاريخ
تأسس الحزب في 15 يونيو 1996 من قبل مفوض سابق للشرطة.
في الانتخابات البرلمانية التي أجريت في 27 سبتمبر 2002، فاز الحزب بسبعة مقاعد من أصل 325 مقعدًا. في الانتخابات النيابية التالية، التي أجريت في 7 سبتمبر 2007، فاز الحزب بـ 9 مقاعد من أصل 325 مقعدًا. فوي الانتخابات البرلمانية التي جرت في نوفمبر 2011 ، فاز الحزب بمقعدين من أصل 325 مقعدًا.

## مصدر
- جريدة الشرق الأوسط> الحركة الديمقراطية الاجتماعية المغربية تعيد هيكلتها